# Aleksandr Biełoborodow
Aleksandr Biełoborodow (ros. Алекса́ндр Гео́ргиевич (Григорьевич) Белоборо́дов, ur. 14 października?/26 października 1891 we wsi Aleksandrowskij Zawod w powiecie solikamskim guberni permskiej, zm. 10 lutego 1938 w miejscu egzekucji Kommunarka – rosyjski działacz komunistyczny, sowiecki polityk.

## Życiorys
Pochodził z rodziny robotniczej, w 1905 ukończył szkołę podstawową. Był robotnikiem w fabrykach na Uralu. 
W 1907 wstąpił do SDPRR(b). W lutym 1908 i w maju 1914 aresztowany, 1914-1916 przebywał na zesłaniu na Syberii. Od 1917 członek Uralskiego Obwodowego Komitetu SDPRR(b)/RKP(b) w Jekaterynburgu. Od stycznia 1918 przewodniczący Uralskiego Komitetu Obwodowego Rady. 12 lipca 1918 podpisał decyzję Rady o rozstrzelaniu Mikołaja II i rodziny carskiej.  Po zajęciu 25 lipca 1918 Jekaterynburga przez wojska płka Sergieja Wojciechowskiego wraz z Radą ewakuowany do Permu, potem do Wiatki. Od stycznia do marca 1919 był przewodniczącym Wiackiego Gubernialnego Komitetu Rewolucyjnego. Od marca 1919 (VIII Zjazd RKP(b)) członek KC RKP(b). Od marca do listopada 1919 pełnił funkcję członka Biura Organizacyjnego RKP(b). Od lipca 1919 był zastępcą naczelnika Zarządu Politycznego Armii Czerwonej. Uczestniczył w walkach z Armią Ochotniczą na Kubaniu i nad Donem. W latach 1919–1921 był działaczem partyjnym na Kaukazie Północnym. 
Od 29 listopada 1921 był zastępcą komisarza ludowego, a od 30 sierpnia 1923 ludowym komisarzem spraw wewnętrznych RFSRR. Po śmierci Lenina w styczniu 1924 w wewnątrzpartyjnej rywalizacji o władzę poparł Lwa Trockiego. W listopadzie 1927 został wydalony z WKP(b), następnie na specjalnym posiedzeniu OGPU wysłany do Archangielska. W 1930 ogłosił zerwanie z trockizmem i został ponownie przyjęty do WKP(b). Pracował w Komisariacie Handlu Wewnętrznego ZSRR m.in. w Rostowie nad Donem i innych miastach nad Morzem Czarnym i Azowskim. 
W okresie "weilkiej czystki" 15 sierpnia 1936 został aresztowany przez NKWD i osadzony w więzieniu na Łubiance. 10 lutego 1938 stracony w miejscu egzekucji Kommunarka pod Moskwą. 
Pośmiertnie zrehabilitowany w 1958.

## Odznaczenia
- Order Czerwonego Sztandaru